# Atque
Atque. Materiali tra filosofia e psicoterapia è una rivista semestrale di psicoterapia, filosofia e cultura, nata nel 1990.

## La scelta della testata
La congiunzione latina atque ha una serie di potenzialità semantiche. Per comprenderle è opportuno considerare innanzitutto la sua etimologia. La parola atque, secondo alcuni, sembra derivare dall'unione di -que, una particella enclitica che serve a coordinare strettamente, con at, un'avversativa blanda che si rende in italiano con "ma" o "d'altra parte". Rappresentando l'unione di una coordinativa e di una avversativa, atque è uno strumento logico flessibile, paragonabile a una specie di "e/ma" e quindi a un "e/o".  Secondo altri, atque deriva invece dalla somma della particella enclitica -que con ad, una preposizione del latino più antico, dove aveva anche una funzione avverbiale e un senso aggiuntivo. In questo senso, il valore d'insieme di atque sarebbe un "e inoltre e per di più".
Per comprendere le virtù semantiche di atque, oltre che volgersi alle sue origini, inevitabilmente incerte, è utile coglierla nel suo campo di applicazione, perché è proprio nel suo uso che si rilevano le possibilità che dispiega.
Fondamentalmente le sue funzioni sono due e risultano collegate tra loro. Una sua prima funzione sta nella possibilità di esprimere un'intensità relazionale e quindi una coordinazione intensificata: "e d'altra parte, e per di più". Con tale nesso coordinativo, atque consente di trattenere l'attenzione, seppure per un attimo, sull'importanza che intercorre tra un dato e un altro: "si è addormentato, e ubriaco anche", "dentro le mura, e proprio nel cuore della città"; "questo, e altro ancora"; “unum atque idem”. Una seconda funzione di atque sta nella possibilità di esprimere un nesso di comparazione tra termini diversi.
È comunque da ritenere probabile che le sue diverse funzioni, quella di un nesso a carattere comparativo e quella di un nesso a carattere coordinativo, abbiano in comune un motivo: vale a dire che la marcata coordinazione ("e d'altra parte") somigli piuttosto a un gesto logico di confronto. È in questo senso che atque si trova ad accompagnare aggettivi e avverbi: "uguale a"; "altro da"; "non diversamente da"; "più bello di". Ed è in tutte queste relazioni che atque, per la forza coordinativa/comparativa che assume, viene usata come un ponte che, come tale, crea un passaggio fra termini relativamente differenti.

### Storia
La rivista nasce a Firenze nel 1990 avendo come proprio editore Moretti & Vitali. Nel 2006 cambia la sua veste grafica.
Inizialmente alla redazione partecipano: Paolo Francesco Pieri, Remo Bodei, Maurizio Ferrara, Alfonso Maurizio Iacono, Gianfranco Trippi e Sergio Vitale (che resteranno sino al 1994). Poi, dal 1998, partecipano alla redazione anche Fabrizio Desideri, Luciano Mecacci e Maria Ilena Marozza che aveva iniziato a collaborare sin dal secondo numero.
Nel 2006, avviene qualche sostituzione e qualche immissione degli studiosi che vi collaborano in modo stabile: e precisamente, escono Alessandro Barchiesi, Mariano Bianca, Mauro Ceruti, Mario Lavagetto, Luigi Lentini e Giuseppe Maffei, ed entrano invece Alessandro Pagnini e Silvano Tagliagambe che già collaboravano dal 1993. Nel 2011, partecipano alla redazione anche Paola Cavalieri, Anna Gianni, Mauro La Forgia, Roberto Manciocchi e Maria Ilena Marozza. 
Nel corso del tempo, il gruppo di redazione si è fatto promotore di seminari interni e di una serie di giornate di studio in varie città italiane a partire dai lavori della rivista.
A partire dall'immagine classica e insieme attuale del medico-filosofo, “atque” intende sempre stimolare e raccogliere ricerche e studi in quello spazio intermedio che la pratica psicoterapeutica e quella filosofica vengono a determinare e contemporaneamente non possono non lasciare da pensare. Proprio per ciò, gli psicoterapeuti e i filosofi, e con loro, tutti coloro che intendano riflettere sui propri saperi formalizzati e sulla tradizione di ricerca cui quasi appartengono, ne sono i potenziali lettori.

### Argomenti
Nel corso del tempo, “atque” ha messo in primo piano le molteplici questioni che attengono alla psicologia, alla psichiatria, alla psicoterapia e alla filosofia, e nel farlo non ha esitato a presentare anche saggi di studiosi provenienti da altri ambiti confinanti: dalla letteratura all'arte e all'estetica, dalla filosofia della mente alla linguistica e alla semiologia.
La rivista si presta ad approfondire criticamente gli argomenti più attuali attraverso saggi sulla psichiatria e la schizofrenia, oltre che sulla fenomenologia, la psicoanalisi e la psicologia analitica.
La rivista ha ospitato articoli di: psicologia, psicoterapia e psichiatria; filosofia; arte ed estetica; letteratura; neurologia, neurofisiologia, biologia e neuroscienze; matematica, fisica e informatica; architettura; mondo classico.